# Rowlandius candidae
Espèce
Rowlandius candidae est une espèce de schizomides de la famille des Hubbardiidae.

## Distribution
Cette espèce est endémique de la province de Villa Clara à Cuba. Elle se rencontre vers Placetas.

## Description
Le mâle holotype mesure 3,11 mm et la femelle paratype 3,29 mm.

## Étymologie
Cette espèce est nommée en l'honneur de Cándida Cabrera Consuegra.

## Publication originale
- Teruel, Armas & Rodríguez, 2012 : Adiciones a los esquizómidos de Cuba central, con la descripción de cuatro nuevos Rowlandius Reddell & Cokendolpher 1995 (Schizomida:Hubbardiidae). Revista Iberica de Aracnologia, vol. 21, p. 97-112 (texte intégral).